# Crkva sv. Jurja u Lalibeli
Crkva sv. Jurja u Lalibeli je monolitna crkva u Lalibeli, mjestu u regiji Amhara u Etiopiji. Ona je najpoznatija i najkasnije sagrađena (rano 13. stoljeće) od jedanaest crkava na području Lalibele, te se često navodila kao "Osmo čudo svijeta". Dimenzije kompleksa su 25 x 25 x 30 metara, a uz njega postoji mali bazen krštenja.
Prema etiopskoj predaji Bete Giyorgis je sagrađena kada je kralj Gebre Meskel – Lalibela iz dinastije Zagaj imao viziju u kojoj mu je rečeno da sagradi crkvu; naloge su, prema različitim izvorima, dali Sveti Juraj i Bog.
Lalibela je danas mjesto hodočašća za vjernike Etiopske pravoslavne tevahedo crkve; sama crkva je dio UNESCO-ovog lokaliteta Svjetske baštine pod nazivom "Crkve isklesane u kamenu Lalibela".

## Vanjske poveznice
- Gallery of photos of the church's interior and exterior
- Photos of the town and church of Lalibela